# Luke Sikma
Luke Sikma, né le 30 juillet 1989, à Bellevue, dans l'État de Washington, est un joueur américain de basket-ball. Il évolue au poste d'ailier fort. Il est le fils de Jack Sikma.

## Palmarès
- Champion d'Espagne 2017
- Vainqueur de la Coupe d'Allemagne 2020, 2022
- Champion d'Allemagne 2020, 2021